# Marek Pabich
Marek Pabich (ur. 26 kwietnia 1960 w Łodzi) – architekt, profesor nauk technicznych.

## Życiorys
Marek Pabich jest absolwentem Instytutu Architektury i Urbanistyki Politechniki Łódzkiej, w której obronił pracę magisterską w 1984 pod kierunkiem prof. Bolesława Kardaszewskiego. W latach 1986–1988 pracował w Inwestprojekcie, w 1988 zaś założył wraz z żoną własną praktykę projektową. W 1991 napisał pracę doktorską, pod kierunkiem prof. Zygmunta Świechowskiego, pt. „Źródła i tendencje współczesnej architektury muzealnej. W poszukiwaniu muzeum idealnego”. W 2004 habilitował się na Wydziale Architektury Politechniki Warszawskiej. Od 2016 jest profesorem nauk technicznych w dyscyplinie architektury i urbanistyki. Od 1984 pracuje w Instytucie Architektury i Urbanistyki Politechniki Łódzkiej, początkowo jako stażysta, w latach 1985–1986 jako asystent, do 1991 jako starszy asystent. W latach 1992–2005 pracował jako adiunkt, w latach 2006–2016 jako doktor habilitowany na stanowisku profesora nadzwyczajnego, a od 2016 jako profesor nauk technicznych na stanowisku profesora nadzwyczajnego. Jednocześnie w latach 1994–1995 był asystentem w Zakładzie Historii Sztuki Uniwersytetu Łódzkiego, od 2001 zaś kierownikiem Zakładu Rysunku i Malarstwa w Instytucie Architektury i Urbanistyki Politechniki Łódzkiej. W latach 2001–2009 pełnił funkcję zastępcy dyrektora do spraw Nauki i Rozwoju w Instytucie Architektury i Urbanistyki Politechniki Łódzkiej, od 2009 pełni funkcję dyrektora.
Marek Pabich od 2002 należy do Izby Architektów RP. W latach 2003–2006 był członkiem Sekcji Architektury Komitetu Architektury i Urbanistyki PAN, od 2007 należy do Łódzkiego Towarzystwa Naukowego (jest członkiem zarządu), od 2016 jest członkiem Komitetu Architektury i Urbanistyki PAN, a od 2011 jest członkiem Społecznej Grupy Ekspertów przy Prezydencie Miasta Łodzi. Ponadto był sędzią konkursowym międzynarodowych konkursach studenckich JACOBUS, w konkursach architektonicznych na projekty: Nowego Muzeum Śląskiego, Ośrodka Dokumentacji Sztuki Tadeusza Kantora – Cricoteka w Krakowie, Mazowieckiego Centrum Sztuki Współczesnej Elektrownia w Radomiu, Specjalnej Strefy Sztuki w Łodzi, Akademickiego Centrum Sportu Politechniki Łódzkiej, Muzeum Narodowego w Krakowie. Organizował i przewodniczył konkursom: na pomnik żołnierzy Armii Krajowej (Łódź, 2015), Współczesnej Kamienicy Łódzkiej (Łódź, 2016), Muzeum PRL-u w Krakowie (Kraków, 2016).
W 2009 był pomysłodawcą i twórcą galerii B16 funkcjonującej w ramach Instytutu Architektury i Urbanistyki Politechniki Łódzkiej w ramach której organizował wystawy.

### Życie prywatne
Jest synem Antoniego Pabicha i Marii Ewy z domu Gosiewskiej. Jego żoną jest architektka – Krystyna Lachman-Pabich.

## Wybrane realizacje i koncepcje
- projekt przestrzeni ekspozycyjnych Muzeum Sztuki w Łodzi (1992);
- projekt rozbudowy Wyższej Szkoły Dziennikarskiej im. M. Wańkowicza w Warszawie (1998);
- projekt nowego gmachu PWSFTviT im. L. Schillera w Łodzi (2001);
- projekt Centrum Usług Informatycznych BSH w Łodzi (2009);
- projekt Wydziału Mechanicznego Politechniki Łódzkiej Fabryki Inżynierów XXI w. w Łodzi (2010);
- projekt budynku Wydziału Inżynierii Procesowej i Ochrony Środowiska Politechniki Łódzkiej LabFactor (2011);
- projekt Centrum Usług Biznesowych w Łodzi (2011);
- projekt rozbudowy Wydziału Fizyki Technicznej, Informatyki i Matematyki Stosowanej Politechniki Łódzkiej (2013);
- koncepcja budynku Instytutu Zdrowia Człowieka w Uniejowie (2015);
- koncepcja adaptacji dawnej Zbrojowni na Muzeum Fotografii w Krakowie (2017)[2].

## Odznaczenia i nagrody
- Nagroda Rady Naukowej przy Prezydencie Miasta Łodzi (1985);
- Nagrody Rektora Politechniki Łódzkiej za działalność organizacyjną (1988, 2002, 2004, 2009, 2011);
- Nagrody Rektora PŁ za działalność naukową (1992, 2004, 2016);
- Brązowy Krzyż Zasługi (2003);
- Nagroda Polskiej Akademii Nauk (2005);
- Nagroda Ministra Transportu i Budownictwa (2006);
- Medal za Długoletnią Służbę (2015);
- Medal Pro Patria (2016);
- Medal z okazji 100-lecia Wydziału Architektury Politechniki Warszawskiej (2016)[2].

## Wybrane publikacje
- Przestrzeń piękniejsza od przedmiotu (Łódź 2004)[2];
- Architektura i tradycja (2005);
- Budynek muzealny – najcenniejszy eksponat (2005)[4];
- L’Espace plus beau que l’objet – l’architecture contemporaine des musée, „Annales Centre de l’Académie Polonaise des Sciences” (Paryż 2006);
- Mario Botta. Nikt nie rodzi się architektem (Łódź 2013);
- Marzenia i realizacje Le Corbusiera w architekturze muzealnej, „Archaeologia Historica Polona” (2005, t. 15, 1);
- Czas wielkiej prosperity. Kryte handlowe pasaże Paryża przełomu XVIII i XIX wieku, „Lamus” (2011, 1/7)[2].